# جوليان دوز
جوليان دوز (بالإنجليزية: Julian Dawes)‏ هو ملحن بريطاني، ولد في 1942.